# Barbula hiroshii
Barbula hiroshii är en bladmossart som beskrevs av K. Saito 1975. Barbula hiroshii ingår i släktet neonmossor, och familjen Pottiaceae. Inga underarter finns listade i Catalogue of Life.